# Chrysanthemum segetum
Chrysanthemum segetum é uma espécie de planta com flor pertencente à família Asteraceae. 
A autoridade científica da espécie é L., tendo sido publicada em Species Plantarum 2: 889–890. 1753.
Os seus nomes comuns são erva-mijona, malmequer, malmequer-branco, malmequer-bravo, pampilho, pampilho-das-searas ou pingilhos.

## Portugal
Trata-se de uma espécie presente no território português, nomeadamente em Portugal Continental, no Arquipélago dos Açores e no Arquipélago da Madeira.
Em termos de naturalidade é introduzida nas três regiões atrás referidas.

## Protecção
Não se encontra protegida por legislação portuguesa ou da Comunidade Europeia.